# ديلون سيرنا
ديلون سيرنا (بالإنجليزية: Dillon Serna)‏ (25 مارس 1994 ببرايتون في الولايات المتحدة - ) هو لاعب كرة قدم أمريكي في مركز الوسط. شارك مع منتخب الولايات المتحدة تحت 17 سنة لكرة القدم ومنتخب الولايات المتحدة تحت 20 سنة لكرة القدم ومنتخب الولايات المتحدة تحت 23 سنة لكرة القدم. أما مع النوادي، فقد لعب مع كولورادو رابيدز.

## وصلات خارجية
- ديلون سيرنا على موقع الدوري الأمريكي (الإنجليزية)
- ديلون سيرنا على موقع قاعدة بيانات كرة القدم.إي يو (الإنجليزية)
- ديلون سيرنا على موقع Soccerbase.com (لاعب) (الإنجليزية)
- ديلون سيرنا على موقع Soccerway.com (الإنجليزية)
- ديلون سيرنا على موقع عالم كرة القدم.نت (الإنجليزية)
- ديلون سيرنا على موقع AS.com (الإسبانية)